# Ryan Zinke
Pour les articles homonymes, voir Zinke.
Ryan Keith Zinke, né le 1er novembre 1961 à Bozeman (Montana), est un homme politique américain, représentant républicain du Montana à la Chambre des représentants des États-Unis entre 2015 et 2017, puis secrétaire à l'Intérieur dans l'administration du président Donald Trump de 2017 à 2018.

## Biographie

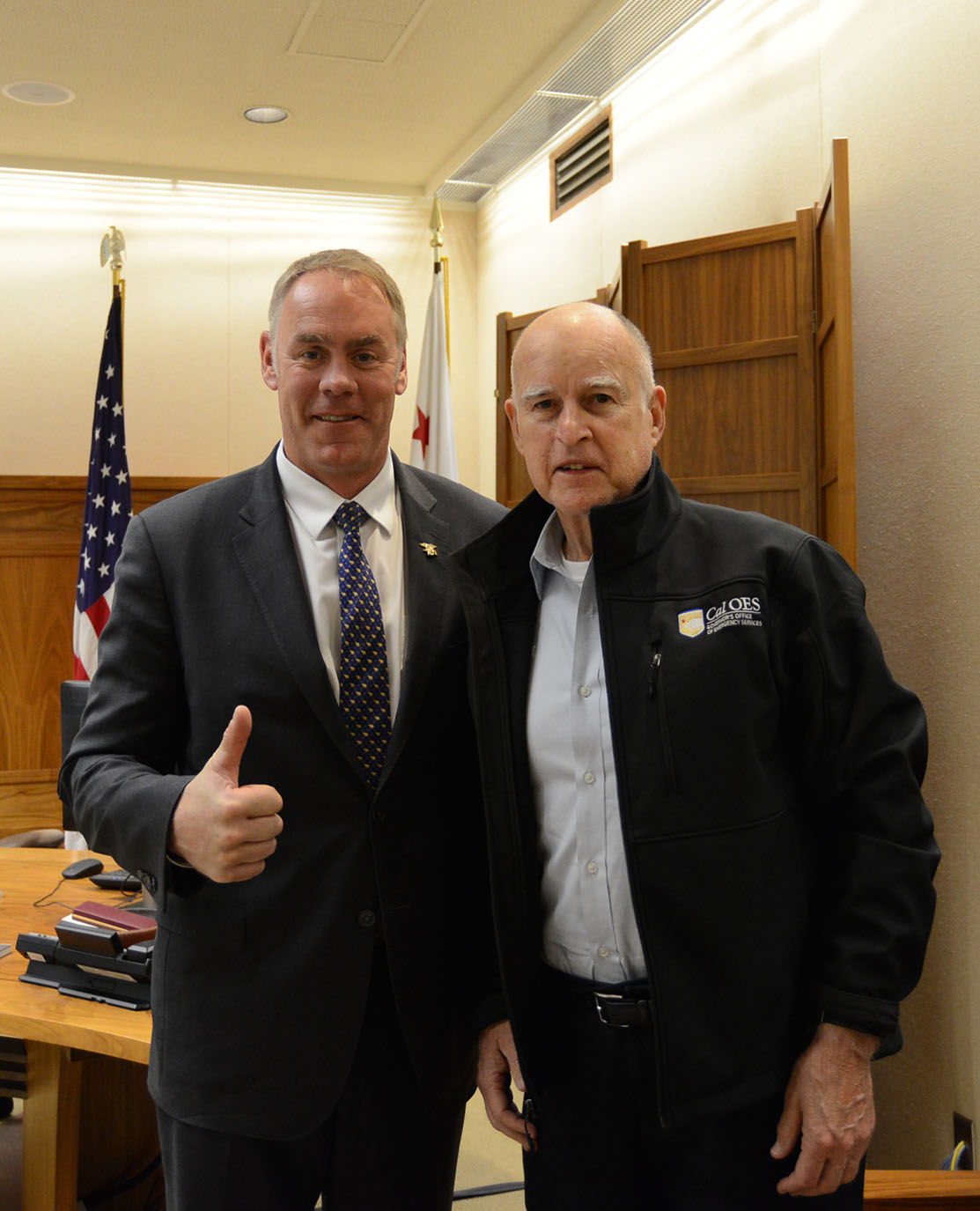
Zinke avec le gouverneur de Californie Jerry Brown, en avril 2017.

Né à Bozeman en 1961, Ryan Zinke grandit à Whitefish dans le nord-ouest du Montana. Il est diplômé en géologie de l'université de l'Oregon en 1984,. Il est membre de la United States Navy de 1985 à 2008. Il y dirige notamment la SEAL Team 6 et est décoré de deux Bronze Star.
Après son départ de l'armée, il est élu au Sénat du Montana où il siège de 2009 à 2012. En 2012, il est choisi par Neil Livingstone, candidat au poste de gouverneur du Montana, pour être son lieutenant-gouverneur. Ils proposent notamment de supprimer les impôts sur les entreprises pour créer de l'emploi. Le ticket n'arrive qu'en cinquième position de la primaire républicaine.
En octobre 2013, il annonce sa candidature à la Chambre des représentants des États-Unis, alors que le républicain sortant Steve Daines est pressenti pour se présenter au Sénat. Il remporte la primaire républicaine avec environ un tiers des suffrages. Dans un district républicain depuis 1994, aidé par un climat politique défavorable aux démocrates, il est considéré comme le favori de l'élection. En novembre 2014, il est élu représentant du Montana avec 55,4 % des voix contre 40,4 % pour le démocrate John Lewis.
En 2016, il soutient Donald Trump lors des primaires présidentielles républicaines et se propose pour être son vice-président. La même année, il est candidat à un second mandat. Il affronte la superintendante de l'instruction publique, la démocrate Denise Juneau. Zinke est réélu avec 56 % des suffrages.
En décembre 2016, le président élu Trump le choisit comme secrétaire à l'Intérieur des États-Unis alors que Cathy McMorris Rodgers était considérée la favorite pour le poste,. Sa nomination est confirmée par le Sénat le 1er mars 2017 par 68 voix contre 31.
Le 4 janvier 2018, il annonce un vaste plan d'ouverture des eaux littorales américaines à l'exploitation du pétrole et du gaz, à compter de 2019. Controversé et sous le coup de plusieurs enquêtes, Donald Trump annonce le 15 décembre 2018 son limogeage.

## Historique électoral

### Chambre des représentants des États-Unis
| Année | Ryan Zinke | Démocrate | Libertarien |
| ----- | ---------- | --------- | ----------- |
| Année |            |           |             |
| 2014  | 55,41 %    | 40,41 %   | 4,19 %      |
| 2016  | 56,19 %    | 40,55 %   | 3,26 %      |

| Année | Ryan Zinke | Démocrate | Libertarien |
| ----- | ---------- | --------- | ----------- |
| Année |            |           |             |
| 2022  | 49,73 %    | 46,42 %   | 3,85 %      |
| 2024  | 52,3 %     | 44,6 %    | 3,1 %       |